# Genios del abecé
Genios del abecé (en inglés, Spelling the Dream) es una película documental de 2020 dirigida por Sam Rega y escrita por Sam Rega y Chris Weller. La premisa de la película gira en torno a los concursos de ortografía competitivos, que han sido dominados por indio-americanos en los últimos tiempos. La película sigue la vida de cuatro niños: Akash Vukoti, Tejas Muthusamy, Ashrita Gandhari y Shourav Dasari. La película también presenta entrevistas con Jacques Bailly, Kevin Negandhi, Sanjay Gupta, Fareed Zakaria, Hari Kondabolu, Valerie Browning, Srinivas Ayyagari, y Pawan Dhingra.

## Lanzamiento
Genios del abecé fue lanzado en todo el mundo el 3 de junio de 2020 en Netflix.

## Recepción
La película recibió críticas positivas de parte de The New York Times, The Wall Street Journal, The Guardian, The Indian Express, The Hindu, The Adelaide Review, y la versión de Singapur de Harper's Bazaar.
 